# Gran Premio motociclistico di Germania 1952
Il Gran Premio motociclistico di Germania svoltosi il 20 luglio 1952 fu la quinta prova del motomondiale 1952 e il primo Gran Premio motociclistico di Germania con validità mondiale
Si svolse sul circuito di Solitude nelle vicinanze di Stoccarda e vide in gara tutte le classi disputate in singolo oltre che i sidecar.
Le vittorie nelle singole categorie furono del pilota irlandese Reg Armstrong nelle due classi di maggior cilindrata (500 e 350), dei piloti tedeschi Rudi Felgenheier e Werner Haas rispettivamente in classe 250 e in classe 125.
Per quanto riguarda le motocarrozzette si impose l'equipaggio britannico Cyril Smith/Bob Clements.

## Classe 500
Furono 25 i piloti al via e di questi 11 vennero classificati al termine della gara.
Arrivati al traguardo
| Pos. | Pilota            | Moto      | Tempo      | Punti |
| ---- | ----------------- | --------- | ---------- | ----- |
| 1    | Reg Armstrong     | Norton    | 1h 32:35.7 | 8     |
| 2    | Ken Kavanagh      | Norton    | + 0.4      | 6     |
| 3    | Syd Lawton        | Norton    | + 0.6      | 4     |
| 4    | Leslie Graham     | MV Agusta | + 38.4     | 3     |
| 5    | August Goffin     | Norton    | + 4:31.8   | 2     |
| 6    | Hans Baltisberger | BMW       | + 4:42.3   | 1     |
| 7    | Tony McAlpine     | Norton    | + 5:11.1   |       |
| 8    | Karl Rührschneck  | Norton    | + 1 giro   |       |
| 9    | Siegfried Fuss    | Norton    | + 1 giro   |       |
| 10   | Rudolf Knees      | Norton    | + 1 giro   |       |
| 11   | Siegfried Wünsche | BMW       |            |       |

### Ritirati
| Pilota          | Moto      | Motivo ritiro |
| --------------- | --------- | ------------- |
| Rod Coleman     | AJS       |               |
| Ernst Hoske     | Horex     |               |
| Bill Lomas      | AJS       |               |
| Carlo Bandirola | MV Agusta |               |
| William Petch   | Norton    |               |
| Jack Brett      | Norton    |               |
| Werner Gerber   | Horex     |               |
| Philip Heath    | Norton    |               |
| Gerhard Mette   | BMW       |               |
| Edgar Barth     | Norton    |               |
| Ernst Gross     | Norton    |               |
| Friedel Schön   | Horex     |               |
| Firmin Dauwe    | Norton    |               |
| Umberto Masetti | Gilera    |               |

## Classe 350
Assente il vincitore dei quattro gran premi precedenti della classe 350 e già matematicamente iridato piloti Geoff Duke che si era infortunato in una gara fuori campionato e che aveva dovuto porre termine anticipatamente alla stagione, anche un altro dei protagonisti del campionato, Ray Amm, venne messo fuori gara da un incidente occorso nelle prove e la vittoria fu così di Reg Armstrong.
Classifica parziale
| Pos. | Pilota        | Moto   | Tempo | Punti |
| ---- | ------------- | ------ | ----- | ----- |
| 1    | Reg Armstrong | Norton |       | 8     |
| 2    | Ken Kavanagh  | Norton |       | 6     |
| 3    | Bill Lomas    | AJS    |       | 4     |
| 4    | Syd Lawson    | AJS    |       | 3     |
| 5    | Ewald Kluge   | DKW    |       | 2     |
| 6    | Ernie Ring    | AJS    |       | 1     |

## Classe 250
Durante la gara un incidente coinvolse due piloti ufficiali Moto Guzzi, Enrico Lorenzetti e Bruno Ruffo; se il primo non subì particolari conseguenze, il secondo, che ottenne anche il giro più veloce in gara, ne uscì gravemente infortunato e non ritornò più alle competizioni per quest'anno.
La vittoria della DKW del pilota tedesco Rudi Felgenheier rappresentò sia la prima vittoria nel motomondiale per la casa motociclistica tedesca, sia la prima vittoria ottenuta da una moto dotata di motore a due tempi.
Classifica parziale
| Pos. | Pilota                 | Moto       | Tempo | Punti |
| ---- | ---------------------- | ---------- | ----- | ----- |
| 1    | Rudi Felgenheier       | DKW        |       | 8     |
| 2    | Heinrich Thorn-Prikker | Moto Guzzi |       | 6     |
| 3    | Hermann Gablenz        | Horex      |       | 4     |
| 4    | Ewald Kluge            | DKW        |       | 3     |
| 5    | Gotthilf Gehring       | Moto Guzzi |       | 2     |
| 6    | Arthur Wheeler         | Moto Guzzi |       | 1     |

### Ritirati
| Pilota      | Moto       | Motivo ritiro |
| ----------- | ---------- | ------------- |
| Bruno Ruffo | Moto Guzzi | Incidente     |

## Classe 125
Classifica parziale
| Pos. | Pilota              | Moto        | Tempo | Punti |
| ---- | ------------------- | ----------- | ----- | ----- |
| 1    | Werner Haas         | NSU         |       | 8     |
| 2    | Carlo Ubbiali       | FB Mondial  |       | 6     |
| 3    | Cecil Sandford      | MV Agusta   |       | 4     |
| 4    | Angelo Copeta       | MV Agusta   |       | 3     |
| 5    | Hubert Luttenberger | NSU         |       | 2     |
| 6    | Luigi Zinzani       | Moto Morini |       | 1     |

## Sidecar
Posizioni a punti
| Pos. | Pilota         | Passeggero      | Moto   | Tempo | Punti |
| ---- | -------------- | --------------- | ------ | ----- | ----- |
| 1    | Cyril Smith    | Bob Clements    | Norton |       | 8     |
| 2    | Ernesto Merlo  | Dino Magri      | Gilera |       | 6     |
| 3    | Jacques Drion  | Bob Onslow      | Norton |       | 4     |
| 4    | Marcel Masuy   | Denis Jenkinson | Norton |       | 3     |
| 5    | Julien Deronne | Edouard Texidor | Norton |       | 2     |
| 6    | Wilhelm Noll   | Fritz Cron      | BMW    |       | 1     |

### Ritirati
| Pilota      | Passeggero      | Moto   | Motivo ritiro |
| ----------- | --------------- | ------ | ------------- |
| Eric Oliver | Lorenzo Dobelli | Norton |               |